# 丹波市立スポーツピアいちじま
丹波市立スポーツピアいちじま（たんばしりつスポーツピアいちじま）は、日本の兵庫県丹波市市島町にある運動公園。野球場を主な用途とした多目的グラウンドが中核施設となっている。

## 施設概要
2000年（平成12年）に市島町立の運動公園として開場した。市島町が2004年（平成16年）に郡内の他5町と合併して丹波市となって以降は春日町の春日総合運動公園と共に丹波市役所文化・スポーツ課の管轄となっている。
運動公園の東西を分断するように国道175号（水分れ街道）が貫通しており、国道の西側に多目的グラウンドがある。

## 多目的グラウンド
運動公園の中核施設となる多目的グラウンドは野球場としての使用を主目的としているが、サッカーや陸上競技などの用途にも対応した構造となっている。そのため、両翼が105mとプロ公式戦の規格を大きく上回り、ホームランが出にくいのを特徴とする（女子野球では仮設のラッキーゾーンを設置して対応）。
開場初年の2000年（平成12年）から2015年（平成27年）までは全国高等学校女子硬式野球選抜大会の第1〜13回大会が開催され、2004年（平成16年）からは全国高等学校女子硬式野球選手権大会の主会場となっている（2015年の第19回大会は同じ市内の春日スタジアムを使用）。そうした経緯から、本グラウンドは日本の女子野球において「聖地」と位置付けられている。NPBの公式戦はファームを含めて開催実績が無い（外野が天然芝の春日スタジアムが使用される）が、さわかみ関西独立リーグの兵庫ブルーサンダーズがBASEBALL FIRST LEAGUE時代の2012年（平成24年）に本グラウンドで1試合を開催したことがある。2018年（平成30年）10月6日にも1試合が予定されていたが、雨天中止となった。
2019年（平成31年）4月1日より、京都府舞鶴市に本社を置くホテル経営・飲食業の司観光が丹波市とのネーミングライツ契約を交わし「つかさグループいちじま球場」と命名された。契約期間は2024年（令和6年）3月31日まで5年間の予定。

### グラウンド概要
- 両翼105m、中堅122m
- 内野：黒土、外野：土（ファウルゾーンと内外野の間に芝）
- 収容人数：2,600人（内野スタンド：1,300人、外野芝生席：1,300人）
- 照明設備：6基
- スコアボード：電光式（オーダー表示欄なし）

## アクセス
- 兵庫県丹波市市島町中竹田6121番地3

JR西日本福知山線の丹波竹田駅から西へ徒歩約18分。自動車を利用する場合は、舞鶴若狭自動車道・北近畿豊岡自動車道春日インターチェンジから国道175号線（水分れ街道）を北へ約15分。